# Jungermannia totopapillosa
Jungermannia totopapillosa là một loài Rêu trong họ Jungermanniaceae. Loài này được E.A. Hodgs. mô tả khoa học đầu tiên năm 1972.